# Laneuville-au-Rupt
Laneuville-au-Rupt är en kommun i departementet Meuse i regionen Grand Est (tidigare regionen Lorraine) i nordöstra Frankrike. Kommunen ligger i kantonen Void-Vacon som tillhör arrondissementet Commercy. År 2022 hade Laneuville-au-Rupt 196 invånare.

## Befolkningsutveckling
Antalet invånare i kommunen Laneuville-au-Rupt
| Referens: INSEE |